# Барге
Ба̀рге (на италиански: Barghe) е село и община в Северна Италия, провинция Бреша, регион Ломбардия. Разположено е на 295 m надморска височина. Населението на общината е 1212 души (към 2013 г.).